# Roșiori (okręg Braiła)
Roșiori – wieś w Rumunii, w okręgu Braiła, w gminie Roșiori. W 2011 roku liczyła 1673 mieszkańców.